# Морское приключение
Морское приключение (англ. Boat Trip) — американская кинокомедия 2002 года.

## Сюжет
Джерри (Кьюба Гудинг) страдает после разрыва с Фелицией (Вивика Фокс). Его лучший друг Ник (Горацио Санс) услышал от знакомого, как легко найти себе девушку в круизе, и позвал туда Джерри. Злопамятный работник туристического агентства тайно записывает друзей на «голубой» круиз. Только в море поняв, куда они попали, Ник и Джерри сначала приходят в ужас, но позже проникаются симпатией к попутчикам. Джерри влюбляется в инструктора по танцам Габриэллу (Розалин Санчес), не разубеждая её в своей якобы гомосексуальности. Ник сбивает из ракетницы вертолёт со шведскими моделями и испытывает чувства к одной из них, Инге (Виктория Сильвстедт), но ему постоянно мешает возжелавшая его тренер моделей Соня (Лин Шайе). В итоге шведка уезжает от нерешительного Ника на конкурс, а к Джерри приезжает Фелиция, предложившая взять её в жёны. Уже стоя перед алтарём, Джерри сбегает, и с помощью друзей-геев на парашюте прилетает к находящейся в лесбийском круизе Габриэлле, которая прощает его за обман насчёт ориентации. Ник едет к Инге в Швецию, где вместо неё находит её не менее сексуальную сестру, но и здесь его настигает Соня.

## В ролях
| Актёр                | Роль            |
| -------------------- | --------------- |
| Кьюба Гудинг младший | Джерри Робинсон |
| Горацио Санс         | Ник Раджони     |
| Розалин Санчес       | Габриэлла       |
| Вивика Фокс          | Фелиция         |
| Роджер Мур           | Ллойд Фавершем  |
| Лин Шей              | тренер Соня     |
| Виктория Сильвстедт  | Инга            |
| Зен Геснер           | Рон             |
| Боб Гантон           | капитан корабля |
| Уилл Феррелл         | турагент        |

## Реакция
Фильм получил единодушные отрицательные отзывы критиков: томатометр на Rotten Tomatoes показывает всего 7 %, оценка на Metacritic равна 18 из 100 баллов. Некоторые назвали фильм гомофобным, с чем не согласился Роджер Эберт, посчитавший его таким ужасным, что оскорблены должны быть все зрители, а не только гомосексуалы. Отбить 20 миллионов долларов, затраченных на производство, в кинозалах не удалось. Морт Натан и Кьюба Гудинг были номинированы за этот фильм на Золотую малину как худшие режиссёр и актёр соответственно.